# 新年冰原島峰
71°2′S 71°12′E / 71.033°S 71.200°E
新年冰原島峰（英語：New Year Nunatak）是南極洲的冰原島峰，位於麥克羅伯特森地，屬於曼寧冰原島峰的一部分，處於阿梅里冰架東南部，在1957年由澳大利亞探險隊拍攝空中照片，現時由南極條約體系管理。